# Caspar Ludwig Momartz
Caspar Ludwig Momartz (* 19. Juni 1696 in Konstantinopel; † 10. November 1761 ebenda) war ein österreichisch-levantinischer Diplomat und Schriftsteller.

## Leben
Caspar Momartz’ Vater stammte aus Flandern, seine Mutter war Italienerin aus Galata. Momartz war spätestens seit 1719 Dolmetscher (Dragoman) im Dienst der österreichischen Botschaft in Konstantinopel. 1739 war er maßgeblich am Abschluss des Friedens von Belgrad beteiligt. Als Legationssekretär (seit 1745) unternahm er 1747 und 1748/1749 zwei Gesandtschaftsreisen nach Tunis.
Momartz ist der Verfasser eines allegorischen Gedichts in neugriechischer Sprache, der Bosporomachia, in der die Schwestern Asien und Europa darum streiten, welcher von beiden das schönere Ufer des Bosporus gehört. Das 1752 entstandene Werk wurde 1766 durch Eugenios Voulgaris im Verlag Breitkopf in Leipzig herausgegeben. Das Werk enthält lyrische Passagen, Naturbeschreibungen sowie Informationen über die in Konstantinopel des 18. Jahrhunderts lebenden christlichen Minderheiten.

## Werke
- Βοσπορομαχία, ἤγουν φιλονεικία Ἀσίας καὶ Εὐρώπης εἰς τὸ κατάστενον τῆς Κωνσταντινουπόλεως. Ποίημα συντεθὲν κατὰ τὸ ´αψνβ´ σωτήριον ἔτος ὑπὸ τοῦ ποτὲ ἐνδοξοτάτου καὶ ἀξιοπρεπεστάτου κυρίου σένιορ Μόμαρς, πρώτου δραγουμάνου τοῦ ἐν Κωνσταντινουπόλει πρέσβεως τοῦ Αὐστριακοῦ κράτους. Breitkopf, Leipzig 1766.